# Tidène
Tidène ist ein Dorf in der Stadtgemeinde Tchirozérine in Niger.

## Geographie
Das von einem traditionellen Ortsvorsteher (chef traditionnel) geleitete Dorf befindet sich im Südwesten des Hochgebirges Aïr. Es liegt etwa 30 Kilometer nordöstlich des Stadtzentrums von Tchirozérine, der Hauptstadt des gleichnamigen Departements Tchirozérine, das zur Region Agadez gehört. Zu den größeren Dörfern in der Umgebung von Tidène zählen das rund 23 Kilometer entfernte Dabaga im Südosten, das rund 40 Kilometer entfernte Elméki im Nordosten und das rund 45 Kilometer entfernte Aoudéras im Osten.
Bei Tidène, etwa 14 Kilometer weiter nordöstlich, befindet sich der geografische Mittelpunkt Nigers (⊙).
Beim Dorf verläuft das gleichnamige Trockental Tidène, an dessen Ufern Angehörige der Volksgruppe der Tuareg leben.

## Geschichte
Die im Tal ansässige Tuareg-Untergruppe stammte ursprünglich aus dem Adrar des Ifoghas im heutigen Mali und ist seit Ende des 19. Jahrhunderts hier ansässig.

## Bevölkerung
Bei der Volkszählung 2012 hatte Tidène 384 Einwohner, die in 69 Haushalten lebten. Bei der Volkszählung 1988 betrug die Einwohnerzahl 216 in 43 Haushalten.

## Wirtschaft und Infrastruktur
Mit einem Centre de Santé Intégré (CSI) ist ein Gesundheitszentrum im Dorf vorhanden. Es gibt eine Schule.

## Persönlichkeiten

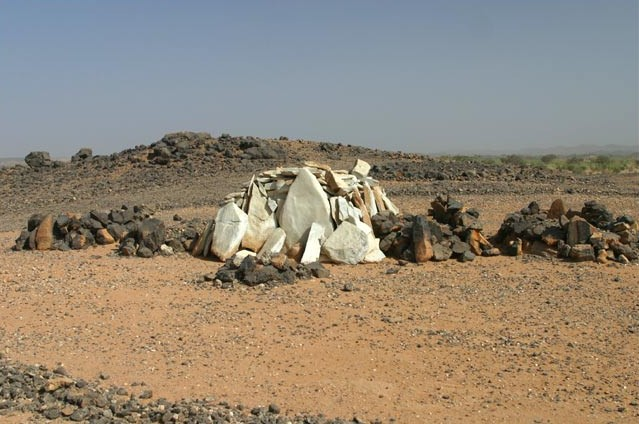
Grab des aus dem Tidène-Tal stammenden Aktivisten Mano Dayak auf einem Hügel bei Tidène (2004)

- Mano Dayak (* um 1950), Aktivist
- Malick Sadelher (* 1965),[6] Politiker und Beamter
- Bombino (* 1980),[7] Sänger